# Meine
Meine er en kommune i den sydlige del af Landkreis Gifhorn i den tyske delstat Niedersachsen. Den ligger i den østlige del af amtet (Samtgemeinde) Papenteich som den er administrationsby for. I kommunen Meine ligger landsbyerne Abbesbüttel, Bechtsbüttel, Grassel, Gravenhorst, Meine, Meinholz, Martinsbüttel, Ohnhorst, Wedelheine og Wedesbüttel.

## Geografi
|                         | Byen Gifhorn (13 km)         |                             |  |                        |
|                         | Kommunen Rötgesbüttel (6 km) | Landsbyen Ohnhorst (3 km)   |  |                        |
| Landsbyen Rethen (4 km) |                              | Landsbyen Wedelheime (3 km) |  | Byen Wolfsburg (18 km) |
| Kommunen Vordorf (1 km) | Landsbyen Abbesbüttel(3 km)  | Landsbyen Grassel (6 km)    |  |                        |
|                         |                              |                             |  |                        |
| Peine (30 km)           | Braunschweig (17 km)         |                             |  |                        |

### Beliggenhed
Meine ligger nord for Braunschweig, mellem Harzen og Lüneburger Heide. Mittellandkanalen krydser kommunen og andre nærliggende byer er: Wolfsburg, Salzgitter, Wolfenbüttel, Gifhorn, Peine og Celle.